# John Addison
Pour les articles homonymes, voir Addison.
 (mai 2025).
John Addison est un compositeur britannique né le 16 mars 1920 à West Chobham (Royaume-Uni) et mort le 7 décembre 1998 à Bennington (Vermont, aux États-Unis). Il est surtout renommé pour ses musiques de film.

## Filmographie

### Cinéma
- 1950 : Seven Days to Noon
- 1951 : Les Trafiquants du Dunbar (Pool of London)
- 1951 : High Treason (en)
- 1952 : Brandy for the Parson (en)
- 1952 : The Hour of 13
- 1953 : Cinq heures de terreur (Time Bomb)
- 1953 : Les Bérets rouges (The Red Beret)
- 1953 : L'Homme de Berlin (The Man Between)
- 1954 : The End of the Road
- 1954 : The Maggie
- 1954 : Le Serment du chevalier noir (The Black Knight)
- 1955 : Make Me an Offer (en)
- 1955 : Josephine and Men (en)
- 1955 : Plus on est de fous (One Good Turn)
- 1955 : La Princesse d'Eboli (That Lady)
- 1955 : Touch and Go (en)
- 1955 : Commando sur la Gironde (The Cockleshell Heroes)
- 1956 : Trois hommes dans un bateau (Three Men in a Boat)
- 1956 : Ce sacré z'héros (Private's Progress)
- 1956 : Vainqueur du ciel (Reach for the Sky)
- 1957 : Sept jours de malheur (Lucky Jim)
- 1957 : The Shiralee
- 1957 : Il était un petit navire (Barnacle Bill)
- 1958 : Contre-espionnage à Gibraltar (I Was Monty's Double)
- 1959 : Carlton-Browne of the F.O.
- 1960 : L'Académie des coquins (School for Scoundrels or How to Win Without Actually Cheating!)
- 1960 : Le Cabotin (The Entertainer)
- 1961 : His and Hers (en)
- 1961 : Un goût de miel (A Taste of Honey)
- 1962 : Tout feu, tout femme (en) (Go to Blazes)
- 1962 : La Solitude du coureur de fond (The Loneliness of the Long Distance Runner)
- 1963 : L'Étrange Mort de Miss Gray (Girl in the Headlines)
- 1963 : Tom Jones: de l'alcôve à la potence (Tom Jones)
- 1964 : The Peaches (en)
- 1964 : Girl with Green Eyes
- 1964 : Les Canons de Batasi (Guns at Batasi)
- 1964 : L'Oncle (The Uncle)
- 1965 : Les Aventures amoureuses de Moll Flanders (The Amorous Adventures of Moll Flanders)
- 1965 : Le Cher Disparu (The Loved One)
- 1965 : I Was Happy Here
- 1966 : L'Homme à la tête fêlée (A Fine Madness)
- 1966 : Le Rideau déchiré (Torn Curtain)
- 1967 : Guêpier pour trois abeilles (The Honey Pot)
- 1967 : Deux Anglaises en délire (Smashing Time)
- 1968 : La Charge de la brigade légère (The Charge of the Light Brigade)
- 1970 : Commencez la révolution sans nous (Start the Revolution Without Me)
- 1970 : Country Dance
- 1971 : Mr. Forbush and the Penguins (en)
- 1972 : Le Limier (Sleuth)
- 1973 : Luther (en)
- 1974 : Dead Cert
- 1974 : The Concert
- 1975 : Mais où est donc passé mon poney ? (Ride a Wild Pony)
- 1976 : Le Pirate des Caraïbes (Swashbuckler)
- 1976 : Sherlock Holmes attaque l'Orient Express (The Seven-Per-Cent Solution)
- 1977 : Joseph Andrews de Tony Richardson
- 1977 : Un pont trop loin (A Bridge Too Far)
- 1981 : The Pilot (en)
- 1983 : Les envahisseurs sont parmi nous (Strange Invaders)
- 1984 : Grace Quigley
- 1984 : Highpoint (en)
- 1985 : Nom de code : Émeraude (Code Name: Emerald)
- 1992 : Amazing Stories: Book Five (vidéo)
- 2000 : « Torn Curtain » Rising (vidéo)

### Télévision
- 1970 : Hamlet
- 1975 : Grady (en) (série TV)
- 1978 : Black Beauty (mini-série)
- 1978 : L'Affaire Peter Reilly (en) (A Death in Canaan)
- 1978 : The Bastard
- 1978 : The Eddie Capra Mysteries (en) (série TV)
- 1978 : Colorado (Centennial) (feuilleton TV)
- 1978 : Pearl (en) (feuilleton TV)
- 1979 : Like Normal People
- 1979 : The Power Within
- 1979 : Love's Savage Fury
- 1979 : Terreur à bord (The French Atlantic Affair) (feuilleton TV)
- 1981 : L'Homme à l'orchidée (Nero Wolfe) (série TV)
- 1981 : Mistress of Paradise
- 1982 : Eleanor, First Lady of the World
- 1982 : Charles & Diana: A Royal Love Story
- 1982 : Devlin Connection (The Devlin Connection) (série TV)
- 1982 : I Was a Mail Order Bride (en)
- 1982-1996 : Arabesque (série télévisée) (TV)
- 1984 : The Murder of Sherlock Holmes
- 1984 : Ellis Island, les portes de l'espoir (Ellis Island) (feuilleton TV)
- 1985 : Le Couteau sur la nuque (Thirteen at Dinner)
- 1986 : Something in Common
- 1986 : Poirot joue le jeu (Dead Man's Folly)
- 1986 : Fantômes pour rire
- 1987 : Bride of Boogedy (en)
- 1987 : Strange Voices (en)
- 1988 : Beryl Markham: A Shadow on the Sun
- 1990 : The Phantom of the Opera